# Camilla Grebe
Camilla Grebe (ur. 20 marca 1968 w Älvsjö w Sztokholmie) – szwedzka autorka powieści kryminalnych i thrillerów.

## Życiorys
Ukończyła Wyższą Szkołę Handlową w Sztokholmie. Była współzałożycielką i dyrektorem generalnym firmy Storyside, szwedzkiego wydawcy audiobooków. Poza twórczością pisarską zajmuje się również prowadzeniem firmy konsultingowej.
W 2009 zadebiutowała powieścią pt. Spokój duszy (Någon sorts frid), którą napisała wraz z siostrą Åsą Träff. Kolejne części tej książki pt. Bardziej gorzka niż śmierć (Bittrare än döden) oraz Innan du dog (wydane kolejno w latach 2010 i 2012) zostały nominowane do nagrody Svenska Deckarakademin w kategorii powieść kryminalna roku.
W 2013 Camilla Grebe i Paul Leander-Engström wydali thriller pt. Maestro z Sankt Petersburga (Dirigenten från S:t Petersburg). Rok później ukazała się kontynuacja pt. Handlarz z Omska (Handlaren från Omsk), a w 2016 ostatnia część ich trylogii – Uśpiony szpieg (Den sovande spionen).

## Wybrana twórczość
- Spokój duszy (Någon sorts frid, 2009) – wspólnie z Åsa Träff
- Bardziej gorzka niż śmierć (Bittrare än döden, 2010) – wspólnie z Åsa Träff
- Innan du dog with, 2012 – wspólnie z Åsa Träff
- Mannen utan hjärta, 2013 – wspólnie z Åsa Träff
- Maestro z Sankt Petersburga (Dirigenten från Sankt Petersburg, 2013) – wspólnie z Paul Leander-Engström
- Handlarz z Omska (Handlaren från Omsk, 2014) – wspólnie z Paul Leander-Engström
- Stąpając po cienkim lodzie (Älskaren från huvudkontoret, 2015)
- Eld och djupa vatten, 2015 – wspólnie z Åsa Träff
- Uśpiony szpieg (Den sovande spionen, 2016) – wspólnie z Paul Leander-Engström
- Dziennik mojego zniknięcia (Husdjuret, 2017)